# Sebastián Zaragoza Soto
Sebastián Zaragoza Soto (San Fernando, 1945) és un militar espanyol, Almirall, va ser nomenat cap d'Estat Major i Almirall General de l'Armada a l'abril de 2004 en substitució de l'almirall Francisco Torrente.
Format a l'Escola Naval Militar, va finalitzar la seva carrera en 1967 com a alferes, diplomat en Guerra Naval i especialista en comunicacions navals. Va ser ascendit a Almirall al gener de 2004, i a l'abril del mateix any a Almirall General, en ser nomenat Cap de l'Estat Major de l'Armada.
Ha ocupat diferents destinació en navilis de guerra durant set anys, va ser Comandant del dragamines Tajo, del buc de Salvament Poseidón, de la fragata Baleares i del Buc-Escola Juan Sebastián Elcano, en l'estat Major de Combat del portaavions Dédalo i ha estat enllaç amb les Forces Aliades a Europa Meridional i Segon Comandant de les Forces Navals Aliades a Europa Meridional dins de lOTAN. Va estar destinat en diferents llocs en l'administració de l'Armada.
Va ser rellevat de la Prefectura de l'Estat Major de l'Armada el 18 de juliol de 2008 per l'almirall Manuel Rebollo García.
Posteriorment ha treballat per Navantia com a assessor comercial.